# Eupithecia marpessa
Eupithecia marpessa es una especie de polilla de la familia Geometridae, descrita por primera vez por Claude Herbulot habiendo sido descrita en 1987, con distribución en Ecuador. El holotipo de la especie, un espécimen femenino, fue recolectado a una altitud de 3400 metros (11 154,9 pies) sobre el nivel del mar a 55 kilómetros (34,2 mi) sobre la carretera de San Miguel de Salcedo a Río Mulato.